# 王叔咸
王叔咸（1904年—1985年2月4日），男，上海人，中国内科学家，曾任北京医学院第一附属医院内科主任、教授、博士生导师。